# Gerrit van Zijl
Gerrit van Zijl (overleden tussen 1453 en 1458) was heer van Purmerland, Purmerend, Ilpendam, Ter Zijl, bestuurs- raadslid- rentmeester van Holland, Baljuw van Amstel- Waterland & Egmond, heemraadslid van Rijnland.

## Levensloop
Hij was een zoon van Dirk van Zijl en Aleid van der Does en een telg uit het riddergeslacht van Zijl een hofstede nabij Leiderdorp. Hij was als "knape" vertegenwoordigt in het gevolg van Willem VI van Holland tijdens de Arkelse Oorlogen, waaronder het Beleg van Hagenstein en Everstein in 1405. In 1410 zou hij tot ridder verheven zijn door Willem VI van Holland. In 1417 zweert hij met vele edelen trouw aan gravin Jacoba van Beieren, hij is eind dat jaar aanwezig in het gevolg van Jacoba tijdens het Beleg van Gorinchem.
Hij huwt met Aleid Eggert, een dochter van Willem Eggert. Als de "Zoen van Woudrichem" gesloten wordt in februari 1419, kan Van Zijl zich hier niet in vinden en tekent tussen 15 en 17 april 1420 een "Hoeks verbond" met lotgenoten. Van Zijl"s zwager Jan Eggert een mede "Hoekse edelman" moet Holland verlaten en verkoopt de landgoederen van Purmerland aan Gerrit van Zijl in 1420. Jan van Beieren die inmiddels aan de macht was gekomen in Holland, was er niet blij mee wat er in het "Hoekse bolwerk" Leiden gebeurde en besloot tot een beleg op de stad, op weg naar de stad werden alle kastelen en ridderhofsteden ingenomen en gesloopt, waaronder "Huys ter Zijl", Gerrit van Zijl had inmiddels al een veilig heenkomen gevonden binnen Leiden. Na enkele maanden moest Leiden zich overgeven en werden Van Zijl's goederen geconfisceerd of verbeurd verklaart door Jan van Beieren en moest Van Zijl in ballingschap gaan buiten het Graafschap Holland. Het "Land van Purmerend" vergaf Jan van Beieren aan zijn halfbroer Jan "de Bastaard".
Na de "Zoen van Delft" keert Van Zijl terug in Holland en krijgt onder aanbeveling van Jacoba van Beieren zitting in de "Raad van Negen" die in naam van Filips van Bourgondië het Graafschap Holland moeten gaan besturen per 13 augustus 1427. Hij krijgt daarbij zijn bezittingen in "Purmerland" terug met daarbij uitbreidingen en bepaalde privelige's. Hij is later ook werkzaam aan het hof van Bourgondië in Brussel.
Op 18 maart 1439 verkoopt Gerrit van Zijl het leenschap Purmerend, Neck, Purmerland en Ilpendam aan Jan II van Montfoort.